# Cycas
Cycas este un gen care cuprinde circa 113 de specii de plante din familia Cycadaceae.